# NGC 6862
NGC 6862 (również PGC 64168) – galaktyka spiralna z poprzeczką (SBbc), znajdująca się w gwiazdozbiorze Lunety. Odkrył ją 9 lipca 1834 roku John Herschel.
W galaktyce tej zaobserwowano supernową SN 2010co.